# 堀越和音
堀越 和音（ほりこし かずね、1973年9月26日 - ）は広告デザイナー、イラストレーター。すみれスタジオ、桂歌若プロジェクト代表。

## 略歴
- 1986年（昭和61年）広告デザイン事務所、Studio-ho'uliを設立
- 2001年（平成13年）噺家、桂歌若プロジェクトを設立
- 2005年（平成17年）名称をすみれスタジオに変更
- 2015年（平成27年）I.C.E.研究所：主任研究員

## 人物
群馬県伊勢崎市出身。
デザイン・イラストレーション作家〜すみれスタジオ代表。
噺家事務所〜桂歌若プロジェクト代表。
趣味は美術館、古都巡り〜台湾探訪、江戸文化研究等。
アメリカの Los Angeles に住み、多く日本文化を広めていた。
関東北部南部〜長年に渡り多数県の市政概要と防災マップのデザインを勤める。
Jリーグ旗揚げにあたり、大手スポーツメーカーから依頼され、サッカーボールのパッケージなど多数デザイン。
三越デパート：各店玄関ホールディスプレイをデザイン。
千葉県印西駅前開発に伴い、公共から依頼され数多くの広告を担う。
サクラ大戦「新春歌謡ショウ」にて〜噺家の桂歌若と共に数年間、大喜利演出を務める。
サクラ大戦のキャラクター「神崎すみれ」の大ファンであることは有名である。
私設ファンの300人からなる「すみれ組」のNo.2であり「宴会部長」と呼ばれている。
TVアニメ「落語天女おゆい」キャラクター原案。
webアニメ「たからの山」「学舎」キャラクター原案、演出。
(公社)落語芸術協会：マスコットキャラクター「バク助」をデザイン。
(公社)落語芸術協会：八十五周年冊誌を編纂、デザイン。
ラジオ／webTV番組等制作プロデューサー。